# FC Barcelona Futsal
FC Barcelona Futsal is de futsaltak van de bekende club FC Barcelona uit Barcelona.
De futsaltak is in 1986 opgericht en het thuisstadion is Palau Blaugrana met een capaciteit van 8.250 toeschouwers. In 2006 kreeg het de status van profafdeling. In 2012 en 2014 werd de UEFA Futsal Cup (de huidige UEFA Futsal Champions League) gewonnen.

## Erelijst
- División de Honor de Futsal: 2010/11, 2011/12, 2012/13, 2018/19, 2020/21, 2021/22
- Copa del Rey: 2010/11, 2011/12, 2012/13, 2013/14, 2017/18, 2018/19, 2019/20
- Supercopa de España: 2013, 2019, 2022
- Copa de España (LNFS): 2011, 2012, 2013, 2019, 2020, 2022
- UEFA Futsal Cup/UEFA Futsal Champions League: 2011/12, 2013/14, 2019/20, 2021/22

## Bekende (oud-)spelers
- Xavier Llorens
- Fernandao